# Haken (Band)
Haken [heɪken] ist eine englische Progressive-Metal-Band aus London, die im Jahr 2007 gegründet wurde.

## Geschichte
Die Band wurde im Jahr 2007 gegründet. Im Juli desselben Jahres folgte das erste Konzert, sie trat dabei mit der polnischen Prog-Band Riverside auf. Danach folgten weitere Auftritte in London, wobei die Band unter anderem für King’s X in Wolverhampton und Camden im Januar 2009 als Vorband auftrat. Im Oktober spielte die Band zusammen mit Bigelf auf deren Tour durch Großbritannien.
Die Band erreichte einen Vertrag bei Sensory Records und veröffentlichte das Debütalbum Aquarius. Das Album wurde in Deutschland in den Spacelab Studios von Christian "Moschus" Moos (Spacelab Studios) aufgenommen und ebenfalls in Deutschland in Eroc’s Mastering Ranch gemastert. Im Mai 2010 eröffnete die Band ein Konzert für das Diablo Swing Orchestra. Im selben Jahr trat die Band außerdem auf dem ProgPower Europe auf und spielte danach am 2. Oktober ein Konzert mit Shadow Gallery in Maasbree. Am 9. Oktober folgte ein Auftritt zusammen mit Karmakanic und Agents of Mercy. Am 12. November folgte ein Auftritt zusammen mit Freak Kitchen. Im April 2011 schloss sich ein Auftritt zusammen mit Threshold und Vanden Plas an sowie ein Auftritt auf dem ProgPower USA im September.
Im Jahr 2011 folgte über Sensory Records das zweite Album namens Visions. Für das dritte Album, das 2013 erschien, unterschrieb die Band einen Plattenvertrag mit InsideOut Music. Am 25. September 2013 gaben Haken das Ausscheiden des Bassisten Tom MacLean aus der Band bekannt.
Das an Queen erinnernde 8-minütige Stück Cockroach King aus dem dritten Album The Mountain wurde zu ihrem Dauerbrenner, das ganze Album zu ihrem internationalen Durchbruch.
Im August 2019 sendete die Deutschlandfunk-Reihe „Rock et cetera“ ein einstündiges musikjournalistisches Porträt der Band. Gefragt nach dem Namen der Band, erfuhr man vom Frontmann, dass er ganz zu Anfang mal „Haaken“ lautete, nach einem Wort der nordischen Mythologie klingend, dann aber zu „Haken“ umgewandelt wurde und seitdem als „German for hook“ erläutert wird.
Am 22. November 2021 verkündete die Band, dass Keyboarder Diego Tejeida die Band verlassen hat, um sich neuen Projekten zu widmen. Gründungsmitglied Peter Jones (der allerdings bislang auf keinem Album der Band primär zu hören war) kehrte im Jahr 2022 zurück.

## Stil
Die Band spielt technisch anspruchsvollen Progressive Metal, der an die Werke von Dream Theater und Pain of Salvation erinnert. Auf Affinity finden Einflüsse klassischer 80er Jahre Popmusik, sowie des Dubsteps ihre Verwendung. Die Alben Vector und Virus verstehen sich als Doppelalbum, welches an die Geschichte des "Cockroach King" (The Mountain) verknüpft ist und so ein bandübergreifendes Gesamtkonzept kreiert. Die Musik von Haken wurde seit der Veröffentlichungen von The Mountain zunehmend härter und entwickelte sich ebenfalls in Richtung des Djent.

## Diskografie

### Studioalben
- 2010: Aquarius (Sensory Records)
- 2011: Visions (Sensory Records)
- 2013: The Mountain (InsideOut Music)
- 2016: Affinity (InsideOut Music)
- 2018: Vector (InsideOut Music)
- 2020: Virus (InsideOut Music)
- 2023: Fauna (InsideOut Music)

### Live-Alben
- 2018: L-1VE (InsideOut Music)
- 2018: L+1VE (nur Vinyl und als Download; InsideOut Music)
- 2025: Liveforms: An Evening with Haken (InsideOut Music)

### Andere Veröffentlichungen
- 2007: Demo (Eigenveröffentlichung)
- 2008: Enter the 5th Dimension (Demo, Eigenveröffentlichung)
- 2014: Restoration (EP, InsideOut Music)